# Skyrmion
Le skyrmion est une particule théorisée en 1962 par le physicien britannique Tony Skyrme et dont la découverte a été annoncée en 2009 par des physiciens de l'Université technique de Munich.

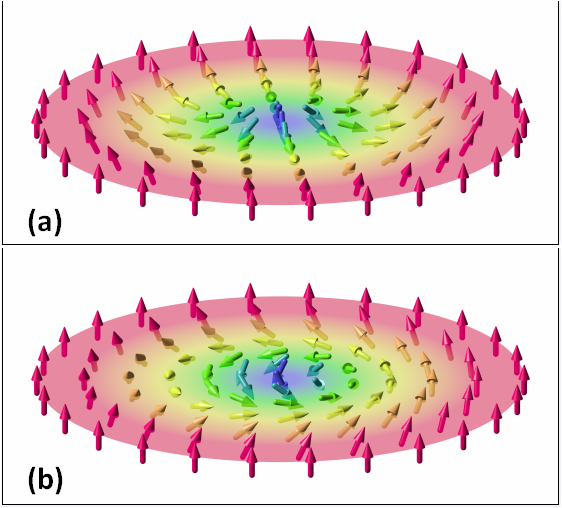
Représentation du champ vectoriel de deux skyrmions magnétiques bidimensionnels :
a) un skyrmion « en hérisson »
b) un skyrmion « en spirale ».

Son antiparticule est l'antiskyrmion.

## Description
Un skyrmion est une superposition quantique de baryons et d'états de résonance.
Récemment, on appelle aussi skyrmion magnétique une structure de spin similaire à un vortex ou tourbillon de spin.
C'est sous la forme du vortex de spin que les physiciens allemands ont fait leur découverte.
Un skyrmion peut être approché par un soliton de l'équation Sine-Gordon ; après quantification par la méthode de l'ansatz de Bethe, il devient un fermion interagissant selon le modèle de Thirring.

## Localisation
Des skyrmions ont été détectés dans des condensats de Bose-Einstein, des supraconducteurs, des couches minces aux propriétés magnétiques et des cristaux liquides chiraux nématiques. L'étude des skyrmions a connu un regain d'intérêt au début du XXIe siècle, compte tenu de potentielles applications en microélectronique.

## Applications envisagées
Comparés aux configurations en domaines magnétiques pour le stockage usuel d'information, les skyrmions magnétiques peuvent être formés et déplacés avec un faible coût énergétique, et sont plus stables face aux perturbations extérieures telles que des fluctuations de température ou de champ magnétique.
La charge topologique locale, représentant la présence ou l'absence de skyrmions, peut permettre de représenter des bits à l'état « 1 » et « 0 ». Des physiciens de l'université de Hambourg, après avoir découvert les skyrmions, ont ainsi réussi à les lire et les écrire. La petite taille des skyrmions peut permettre un stockage de données à très forte densité : un disque dur d'ordinateur de 3,5 pouces en technologie standard pourrait avoir la taille d'une pièce d'un centime s'il stockait l'information avec des skyrmions adjacents.
En 2015, des chercheurs de l'UCLA et de laboratoire national d'Argonne du Département de l'Énergie estiment disposer d'une nouvelle méthode leur permettant de créer à température ambiante, à des coûts raisonnables et avec un équipement classique de laboratoire et des matériaux communs des « bulles de skyrmions magnétiques ». Ces îlots magnétiques peuvent être formés dans certaines matières et on peut les déplacer et les organiser en utilisant des courants électriques, ce qui pourrait permettre de les utiliser pour former les 1 et 0 d'une mémoire d'ordinateur.
Une technologie exploitant les skyrmions et les anti-skyrmions pourrait bientôt contribuer à stabiliser les systèmes spintroniques et à accroître la miniaturisation et le pouvoir de traitement des ordinateurs, au-delà même des limites de la loi de Moore,.
Fin 2020, une équipe de chercheurs du laboratoire suisse de l'Empa a réussi pour la première fois à réaliser un système multicouche complexe dans lequel deux skyrmions différents — les futurs bits pour « 0 » et « 1 » — peuvent exister à température ambiante.